# Raúl Oliván
Raúl Oliván Cortés (Tarragona, 1980) es un experto en innovación pública y social español. De 2019 a 2023 fue el director general de Gobierno Abierto e Innovación Social en el Gobierno de Aragón. Desde este puesto, puso en marcha el Laboratorio de Aragón Gobierno Abierto (LAAAB) que impulsó en marzo de 2020 la plataforma digital de participación y ayuda ciudadana 'Frena la curva' durante el confinamiento por la pandemia de COVID-19.

## Trayectoria
Se diplomó en Trabajo Social por la Universidad de Zaragoza (UZ) en 2003, donde también cursó estudios de especialización en técnicas de participación ciudadana en 2005. Posteriormente, obtuvo su licenciatura en Publicidad y Relaciones Públicas en la Universidad Abierta de Cataluña (UOC) en 2010. También llevó a cabo un programa de especialización en Desarrollo Estratégico Urbano en el Centro Iberoamericano de Desarrollo Estratégico Urbano (CIDEU) en 2013. En 2021, obtuvo el Master de Filosofía de los Retos Contemporáneos de la UOC, dirigido por la filósofa Marina Garcés.
De 2009 a diciembre de 2017, fue director de Zaragoza Activa, un servicio público del Ayuntamiento de Zaragoza que promueve iniciativas de emprendimiento e innovación social, cuya sede principal es La Azucarera del Arrabal, y desde donde Oliván y su equipo aceleraron cerca de 500 proyectos empresariales. Después, de 2017 a 2019, fue director general de Participación, Transparencia, Cooperación y Voluntariado del Gobierno de Aragón. 
En 2019, pasó a ser el director general de Gobierno Abierto e Innovación Social del Gobierno de Aragón, donde Oliván impulsó proyectos como el Laboratorio de Aragón Gobierno Abierto (LAAAB), la Social Impact Academy, una escuela de jóvenes innovadores sociales, el CVOL, una plataforma digital de voluntariado que reconoce el impacto en los Objetivos de Desarrollo Sostenible (ODS), el VisualGOB, un sistema digital de rendición de cuentas, o el programa de Diseño Colaborativo de Servicios Públicos junto al Centro Aragonés de Diseño Industrial (CADI). En 2021, su trabajo en el LAAAB recibió el aval de la Alianza para el Gobierno Abierto (OGP) aprobando la adhesión a la alianza del Gobierno de Aragón. Oliván dejó el puesto en 2023, después de las elecciones generales en las que el Partido Popular (PP) ganó al Partido Socialista Obrero Español (PSOE) en Aragón.   
Además de sus puestos en entidades públicas, Oliván ha asesorado en materias como gobierno abierto, emprendimiento e innovación pública y social, a numerosos organismos, como el Instituto Nacional de Administración Pública (INAP), la Agencia Española de Cooperación Internacional para el Desarrollo (AECID), la Fundación Carolina, el Ministerio de Cultura de Colombia, el Instituto Procomum de Brasil, el Gobierno de Santa Fe en Argentina o el Gobierno de Nariño en Colombia. Ha colaborado con diversos proyectos en América Latina, siendo mentor en los Laboratorios de Innovación Ciudadana de la Secretaría General Iberoamericana (SEGIB). En 2019, fue seleccionado por el Departamento de Estado de los Estados Unidos para el International Visitor Leadership Program (IVLP). 

### Innovación pública y social
Frena la curva
En marzo de 2020, durante el confinamiento por la pandemia de COVID-19, Oliván promovió desde el Laboratorio de Aragón Gobierno Abierto (LAAAB) el portal de colaboración ciudadana 'Frena la curva', que facilitaba la solidaridad y el contacto de personas de toda España. La iniciativa fue replicada en 22 países, y movilizó a más de 1.000 activistas, funcionarios, emprendedores y voluntarios en todo el mundo.
HIP
A finales de 2020, Oliván presentó el modelo HIP, Hexágono de la Innovación Pública, por encargo de la SEGIB para la XXVII Cumbre Iberoamericana de Jefes de Estado con el objetivo de promover agendas de transformación institucional basadas en gobierno abierto e innovación pública. Los principios en los que se sustenta el modelo HIP son CO_Colaboración, OPEN_Abierto, FAST_Ágil, PROTO_Prototipos, TRANS_Transdisciplinar y TEC_Tecnológico.

## Reconocimientos
En 2013, después de tres años de funcionamiento en Zaragoza Activa, el equipo que lideraba Oliván fue reconocido como uno de los «Aragoneses del Año» en la categoría de Pujanza empresarial. Dos años después, en 2015, el proyecto de economía colaborativa La Colaboradora, creado por Oliván y Javier Fernández y apoyado desde el Ayuntamiento de Zaragoza, recibió el premio «Oui Share» en la categoría finanzas P2P, y en 2016 el premio de Eurocities, que reconoce las mejores iniciativas desarrolladas en las ciudades para mejorar la vida de sus habitantes.
En 2020, Oliván recibió el premio de Contribución Personal a la Transformación Digital en la VII edición de los Premios Aragón en la Red que otorga el Heraldo de Aragón. Además de por su implicación en la puesta en marcha del portal de participación ciudadana de Frena la Curva durante el confinamiento por la pandemia de COVID-19, este premio reconoce la trayectoria de Oliván en proyectos digitales como Zaragoza Activa, ‘Made in Zaragoza’ o el portal Aragón Gobierno Abierto.

## Obra
- 2018 – Abrir Instituciones desde dentro. VVAA. Hacking Inside Black Book. De libre descarga
- 2019 – Hackear la Política. Junto a Cristina Monge. Gedisa. ISBN 9788417835170.[18]